# 中国民间文艺出版社
中国民间文艺出版社，是一家中华人民共和国的出版社，1989年12月撤销。

## 概述
在1955年4月创办的《民间文学》杂志社的基础上成立，成立于1980年的北京，主要出版中国各民族的民间文学作品和民间文学名著。出版的刊物有民间文学。1989年，因出版《火恋》、《阴谋与欲望》、《疯狂的复仇》等涉及淫秽内容，根据中共中央办公厅、国务院办公厅《关于整顿、清理书报刊和音像市场、严厉打击犯罪活动的通知》，其涉及的16种书被没收。该社于1989年12月撤销。